# Jacques Miron de l'Espinay
Pour les articles homonymes, voir De l'Espinay.
Jacques Miron de l'Espinay est un magistrat et une personnalité politique française de la Restauration né le 26 août 1782 à Orléans dans l'ancienne province de l'Orléanais et mort le 21 novembre 1852 à Paris.

## Biographie
Jacques Miron de l'Espinay nait le 26 août 1782 à Orléans dans l'ancienne province de l'Orléanais. Il est le fils de Charles Miron de L'Espinay, seigneur de Villereau, président trésorier de France, et de Cécile Gertrude Lasneau de Latingy.
Il exerce la fonction de président au tribunal d'Orléans.
Aux élections législatives de 1824, il est élu député du grand collège du Loiret le 6 mars 1824 par 140 voix sur 260 votants et 322 inscrits, contre 119 au maire de Puiseaux Dumesnil.
Miron de l'Espinay prend place parmi les ministériels, et devient, en 1826, procureur général près la cour royale d'Orléans et chevalier de la Légion d'honneur. Il quitte la vie politique aux élections législatives de 1827.
Il meurt à l'âge de 70 ans le 21 novembre 1852 à Paris.

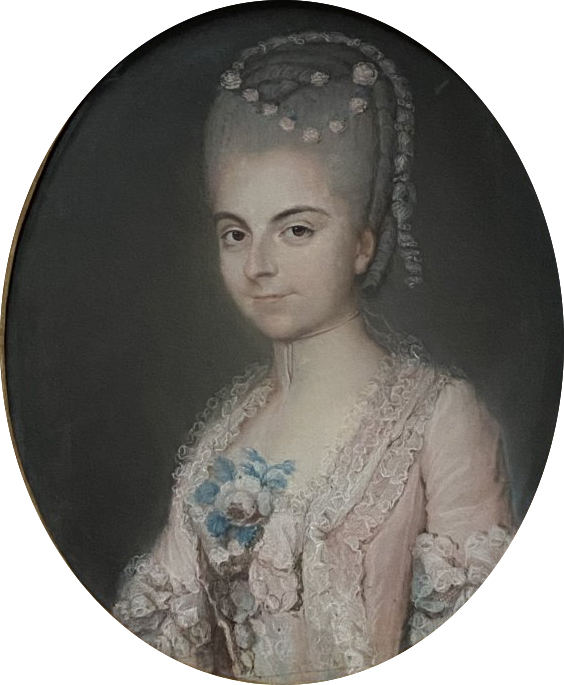
Portrait de son épouse Maria Catherina de Loynes de Morett.

Il avait épousé Marie-Catherine de Loynes de Morett, fille de Louis de Loynes de Morett, maréchal de camp, premier échevin d'Orléans, et petite-fille de Charles François Tassin de Charsonville. En secondes noces, il épouse Joséphine Roussel de Courcy, fille du marquis Jean-Baptiste Roussel de Courcy, maire de Sully-la-Chapelle, et de Marie-Elisabeth Laisné de Saint-Péravy.

## Sources
- « Jacques Miron de l'Espinay », dans Adolphe Robert et Gaston Cougny, Dictionnaire des parlementaires français, Edgar Bourloton, 1889-1891 [détail de l’édition]